# Uroplectes tumidimanus
Espèce
Uroplectes tumidimanus est une espèce de scorpions de la famille des Buthidae.

## Distribution
Cette espèce se rencontre en Namibie, en Afrique du Sud et au Botswana.

## Publication originale
- Lamoral, 1979 : « The scorpions of Namibia (Arachnida: Scorpionida). » Annals of the Natal Museum, vol. 23, no 3, p. 497-784 (texte intégral).